# Herbert Fritzenwenger
Herbert Fritzenwenger (Ruhpolding, 7 ottobre 1967) è un ex sciatore nordico tedesco occidentale attivo sia nel biathlon sia nello sci di fondo, vincitore di varie medaglie iridate.

## Biografia
In Coppa del Mondo di biathlon gareggiò dal 1984 al 1989, ottenendo il primo podio il 24 gennaio 1985 ad Anterselva (3°). In Coppa del Mondo di sci di fondo non ottenne risultati di rilievo.
In carriera prese parte a un'edizione dei Giochi olimpici invernali, Calgary 1988, gareggiando sia nel biathlon (17° nell'individuale) sia nello sci di fondo (33° nella 50 km, 7° nella staffetta), e a quattro dei Campionati mondiali di biathlon, vincendo tre medaglie.

## Palmarès

### Biathlon

#### Mondiali
- 3 medaglie:
  - 1 argento (gara a squadre a Feistritz 1989)
  - 2 bronzi (staffetta a Egg am Etzl/Ruhpolding 1985; staffetta a Lahti/Lake Placid 1987)

#### Coppa del Mondo
- 2 podi (1 individuale, 1 a squadre[1]):
  - 2 terzi posti